# Lee's Summit
Lee's Summit är en stad i Cass County, och Jackson County, i Missouri. Det finns olika teorier om ortnamnet men de mest kända är att orten döptes antingen efter militären Robert E. Lee eller efter bosättaren Pleasant Lea. Enligt förespråkarna av Pleasant Lea var orsaken till stavningen "Lee's Summit" ett misstag som begicks av målare av järnvägsskyltar. Orten grundades av William B. Howard. Kyrkan Christ Triumphant är känd från dokumentärfilmen Jesus Camp. Annars hör St. Paul's Episcopal Church från år 1884 till stadens sevärdheter.

## Kända personer från Lee's Summit
- Pat Metheny, jazzgitarrist
- Matthew Tegenkamp, medeldistanslöpare